# Скаржинек (Цехановський повіт)
Скаржинек (пол. Skarżynek) — село в Польщі, у гміні Ойжень Цехановського повіту Мазовецького воєводства.
Населення — 125 осіб (2011).
У 1975-1998 роках село належало до Цехановського воєводства.

## Демографія
Демографічна структура станом на 31 березня 2011 року:
|          | Загалом | Допрацездатний вік | Працездатний вік | Постпрацездатний вік |
| -------- | ------- | ------------------ | ---------------- | -------------------- |
| Чоловіки | 64      | 14                 | 42               | 8                    |
| Жінки    | 61      | 8                  | 36               | 17                   |
| Разом    | 125     | 22                 | 78               | 25                   |